# Imrich Gazda
Imrich Gazda (* 25. července 1982, Vranov nad Topľou) je slovenský vysokoškolský učitel a církevní analytik.

## Život
Základní školu i gymnázium navštěvoval ve svém rodišti a v letech 2006 až 2009 vystudoval Filosofickou fakultu Katolické univerzity v Ružomberku, obor dějepis – náboženská výchova. Po ukončení studia působil na katedře žurnalistiky téže fakulty, a to nejprve jako interní doktorand a od roku 2009 jako odborný asistent.